# DMD集团
48°58′1.8″N 18°11′13.5″W / 48.967167°N 18.187083°W
DMD集团有限公司（在2004年4月21日前名为DMD FIN, a.s.）是一家斯洛伐克国有股份有限公司，主要从事军备和工程领域的业务。主要以控股公司的身份运作。

## 历史
DMD集团是前DMD控股公司事实上（而非法律上）的继承者。DMD控股成立于1995年，自2006年起进入清算状态，并于2022年从商业登记册中删除。1997年至2005年期间，DMD控股和2006年至2022年间DMD FIN（或DMD GROUP）公司并行存在，但它们通过财产以复杂的方式部分连接。DMD控股公司于1995年在斯洛伐克共和国经济部成立；旨在帮助斯洛伐克工业重组，重点是军火工业重组。21世纪初，斯洛伐克重要的防务工程股份公司构造防务（原国营工程企业）的股份被转让给DMD控股。
1997年7月8日DMD集团成立。
目前，DMD集团由斯洛伐克国防部100%持股。2008年至2015年，该公司100%由斯洛伐克共和国国家财产基金持有。

## 公司架构
DMD控制着三个子公司，雇用高度专业化和才华横溢的专业人员，使用现代技术提供定制产品，满足最苛刻的客户（例如各国武装部队）的要求。
DMD集团监管以下公司：
- 全资子公司构造防务（英语：Konštrukta – Defence），一家从事陆空防御武器系统、弹药、指挥火控系统、电子系统及其他军用车辆专用改装车身、轮式和履带式底盘的设计、开发、系统集成和认证的研发公司。

- ZTS公司，另一家全资子公司，拥有30毫米至155毫米口径的复杂枪管和火炮生产技术，包括最终产品的测试和认证。

- DMD集团拥有ZVS控股50%的股份，该公司从事机械工程、电子技术和国防工业领域的开发、生产和销售，重点关注军用大、中、小口径弹药。

- DMD集团也是DMD资本有限责任公司的唯一股东。

## 公司地址
该公司最初位于特伦钦的Kožušnícká 4，自2014年1月起迁至瓦赫河畔杜布尼察的Lieskovec 575/25。

## 董事会主席[4]
- 2023年11月28日至今：Miroslav Sim，
- 2020年5月1日至2023年11月27日：Štefan Škultéty，
- 2016年10月1日至2019年4月26日：Vladimír Ďuriš，
- 2012年6月7日至2016年9月30日：Viliam Dubovický，
- 2010年8月30日至2012年6月7日：Roman Mikulovský，
- 2010年2月23日-2010年8月30日：Peter Obert，
- 2007年3月22日至2010年2月23日：Jozef Mihok，
- 2003年4月24日至2007年3月22日：Roman Mikulovský，
- 1999年10月11日至2003年4月24日：Blazej Beňačka，
- 1997年7月8日至1999年10月10日：Jozef Mitošinka。

## 引文
1. 1 2  . www.registeruz.sk. 斯洛伐克共和国财政部. 2024-04-18  [2024-04-18]. （原始内容存档于2024-04-18） （英语）.
2. 1 2  . www.dmdgroup.sk. 2024-04-17  [2024-04-18]. （原始内容存档于2024-04-18） （英语）.
3. ↑  . www.ztsspecial.sk. 2024-04-17  [2024-04-18]. （原始内容存档于2024-04-17） （英语）.
4. 1 2 3 4 5  . www.orsr.sk.   [2024-04-18]. （原始内容存档于2024-04-18） （英语）.
5. ↑  . www.orsr.sk.   [2024-04-18]. （原始内容存档于2024-04-18） （英语）.
6. ↑  . 趋势 (斯洛伐克期刊). 布拉迪斯拉发: News and Media Holding. 2022-08-24  [2002-05-10]. ISSN 1336-2674. （原始内容存档于2024-04-18）.
7. ↑  SITA. . INDEX. 布拉迪斯拉发: Petit Press. 2006-01-27  [2022-08-24]. （原始内容存档于2024-04-18）.
8. ↑  SME.sk. . SME. 布拉迪斯拉发: Petit Press. 2002-04-23  [2022-08-24]. ISSN 1335-4418. （原始内容存档于2024-04-18）.
9. ↑  . dmdgroup.sk.   [2022-08-24]. （原始内容存档于2024-02-28）.